# Włodzimierz Kurnik
Włodzimierz Kurnik (ur. 20 listopada 1950 w Górze Kalwarii) – inżynier mechanik, profesor nauk technicznych, rektor Politechniki Warszawskiej w latach 2005–2012.

## Życiorys

### Wykształcenie i działalność naukowa
W 1974 ukończył z wyróżnieniem studia na Wydziale Samochodów i Maszyn Roboczych Politechniki Warszawskiej. W 1978 obronił pracę doktorską pt. Wyznaczanie charakterystyk reakcji układu dynamicznego na pewne niestacjonarne wymuszenia w zastosowaniu do obliczeń zmęczeniowych. W 1988 uzyskał habilitację na podstawie rozprawy Bifurkacyjne drgania samowzbudne w układach mechanicznych. W 1998 uzyskał tytuł profesora nauk technicznych. 
Od 1977 jest etatowo związany z Politechniką Warszawską, od 2008 na stanowisku profesora zwyczajnego. Pełnił funkcje prodziekana (1990–1996) i dziekana (1996–1999) Wydziału Samochodów i Maszyn Roboczych Politechniki Warszawskiej, prorektora ds. ogólnych (1999–2005), a następnie przez dwie kadencje (2005–2008, 2008–2012) rektora Politechniki Warszawskiej. 1 września 2013 objął funkcję dyrektora Instytutu Podstaw Budowy Maszyn.
Zainteresowania naukowo-badawcze Włodzimierza Kurnika obejmują m.in. stateczność układów mechanicznych, dynamikę wirników z łożyskami hybrydowymi magneto-hydrodynamicznymi, tłumienie drgań z zastosowaniem materiałów termo- i elektroaktywnych, zastosowanie teorii bifurkacji w zagadnieniach wyboczenia i flatteru w układach mechanicznych. Jest autorem ponad 150 publikacji naukowych, w tym artykułów w czasopismach zagranicznych (Journal of Sound and Vibration, International Journal of Solids and Structures, Nonlinear Dynamics, Journal of Thermal Stresses, Acta Mechanica, Zeitschrift für Angewandte Mathematik und Mechanik i inne). Przedstawiał referaty na międzynarodowych kongresach i sympozjach (m.in. w USA, Kanadzie, Japonii, Chinach, Brazylii, Izraelu, czy w krajach UE). Wypromował czterech doktorów, recenzował też liczne rozprawy doktorskie i habilitacyjne. Był recenzentem w wielu postępowaniach o nadanie tytułu naukowego w naukach technicznych oraz tytułu doktora honoris causa. Kierował grantami zespołowymi KBN, MNiI, NCN oraz pracami dla przemysłu (Metro Warszawskie).

### Działalność na stanowisku rektora Politechniki Warszawskiej
W czasie pełnienia przez Włodzimierza Kurnika funkcji rektora Politechniki Warszawskiej, z jego inicjatywy i z jego istotnym udziałem zrealizowano wiele projektów. Do najważniejszych należą:
- rewitalizacja Kampusu Centralnego Politechniki Warszawskiej, w tym  odrestaurowanie dużej auli w Gmachu Głównym PW, budowa nowego gmachu Wydziału Matematyki i Nauk Informacyjnych, przygotowanie inwestycji budowy gmachu nowej kreślarni[3]
- ustanowienie dnia Politechniki Warszawskiej[4]
- ustanowienie nowego Statutu Politechniki Warszawskiej[5]
- ustanowienie unikalnego w skali kraju wyróżnienia akademickie – Medalu Młodego Uczonego (przyznawanego przez Rektora PW na wniosek Kapituły Medalu za wybitne i uznane osiągnięcia w dziedzinie nauki, innowacje techniczne i inne wybitne osiągnięcia twórcze osobom, które nie przekroczyły 35 roku życia)[6]
- utworzono Centrum Studiów Zaawansowanych PW[7]
- utworzenie Platformy Współpracy Metropolitalnych Uniwersytetów Technicznych Europy Środkowej i Wschodniej[8]
- rozpoczęcie działania w celu przywrócenie dobrego imienia prof. Jana Czochralskiego, jednego z najwybitniejszych uczonych w historii Polski, na którym ciążyły niesprawiedliwe zarzuty z okresu II wojny światowej[9]
- rozpoczęcie procesów inwestycyjnych w zakresie infrastruktury badań naukowych ze środków Unii Europejskiej, w tym: utworzenie kampusu zaawansowanych technologii przy ul. Poleczki w Warszawie oraz rozpoczęcie budowy Centrum Zaawansowanych Technologii i Materiałów (CEZAMAT)[10]
- utworzenie nowych wydziałów – Wydziału Zarządzania i Wydziału Administracji i Nauk Społecznych[11]
- utworzenie makro-obszarów organizacyjnych uczelni w celu integracji dydaktyki i badań w postaci szkół: Szkoła Chemii i Materiałów, Szkoła Mechaniki i Mechatroniki, Szkoła Zarządzania i Nauk Społecznych[12]
- wprowadzenie pierwszego na uczelni Regulaminu w Zarządzaniu Własnością Intelektualną[13]
- uruchomienie działalności Uniwersytetu Trzeciego Wieku[14]

## Stanowiska

### Stanowiska naWydziale Samochodów i Maszyn Roboczych Politechniki Warszawskiej
- 1977–1978 – st. asystent
- 1978–1989 – adiunkt
- 1989–1993 – docent
- 1993–2008 – profesor nadzwyczajny
- od 2008 – profesor zwyczajny

### Pozostałe stanowiska i funkcje
- 2004 – współprzewodniczący Światowego Kongresu Mechaniki ICTAM 2004 w Warszawie
- inicjator Polskiego Kongresu Mechaniki (wystąpienie na forum PTMTS 2005, organizator I Kongresu w 2007 w Warszawie, współprzewodniczący II i III Kongresu w latach 2011 i 2015)
- 2008 – inicjator Światowego Zjazdu Inżynierów Polskich (wystąpienie w Konsulacie RP w Nowym Jorku), organizator I Zjazdu pod patronatem Marszałka Senatu RP w 2010 oraz II Zjazdu pod patronatem Prezydenta RP w 2013 w Warszawie
- założyciel i pierwszy przewodniczący Platformy Współpracy Metropolitalnych Uniwersytetów Technicznych Europy Centralnej i Wschodniej
- 2006–2008 – przewodniczący Rady Warszawskiego Konsorcjum Naukowego
- 2008–2012 – przewodniczący Konferencji Rektorów Uczelni Warszawskich
- 2005–2008 – przewodniczący Komisji Konferencja Rektorów Akademickich Szkół Polskich ds. Informatyzacji Uczelni
- 2008–2012 – przewodniczący Komisji KRASP ds. Nauki i Innowacji
- 2001, 2004, 2007, 2010, 2013 – Współprzewodniczący Polsko-Grecko-Niemieckich Sympozjów Advances in Mechanics
- 2005–2009 – przewodniczący Zarządu Oddziału Warszawskiego Polskiego Towarzystwa Mechaniki Teoretycznej i Stosowanej
- wiceprzewodniczący Mazowieckiej Rady Innowacyjności przy Marszałku Województwa Mazowieckiego
- 2015 – przewodniczący Zespołu i współautor Strategii Rozwoju Wydziału SiMR do roku 2026
- od 2010 – redaktor naczelny czasopisma Journal of Theoretical and Applied Mechanics[2]

## Członkostwa
- 2012–2016 – członek Komisji KRASP ds. Innowacji i Współpracy z Gospodarką
- 2012–2015 – członek Komitetu Mechaniki PAN
- członek Rady ds. Polityki Innowacji przy Prezydencie Warszawy
- członek Zespołu Nauk Technicznych przy Ministrze Nauki i Szkolnictwa Wyższego ds. Nagród Ministra
- 2011–2013 – członek Kapituły Nagrody Gospodarczej Prezydenta RP[2]

## Nagrody, wyróżnienia, odznaczenia
- Krzyż Kawalerski Orderu Odrodzenia Polski (2001)[15]
- Orderem Białej Gwiazdy III klasy (Estonia, 2002)[16]
- Doktor honoris causa Narodowego Technicznego Uniwersytetu Ukrainy (2007)[17]
- Honorowy Senator Cologne University of Applied Sciences (2006)
- Honorowy Senator Uniwersytetu Technicznego w Berlinie (2012)[2]

## Ważne publikacje
- Bifurkacje dywergentne i oscylacyjne, monografia, WNT, 1997
- Tłumienie drgań, PWN, 1997
- tłumaczenie Damping of vibrations, AA Balkema, 1998
- Mechanika laminatów, Oficyna Wydawnicza PW, 1997
- Mechanika elementów laminowanych, współautor z Andrzejem Tylikowskim, 1997, ISBN 83-87012-23-8
- Wykłady z mechaniki ogólnej, 2005, ISBN 83-7207-507-7